# Thomas MacKenzie
Thomas MacKenzie (Edimburgo, 10 marzo 1854 – Dunedin, 14 febbraio 1930) è stato un politico neozelandese, primo ministro della Nuova Zelanda dal 28 marzo al 10 luglio 1912.